# Wiązanie wodorowe

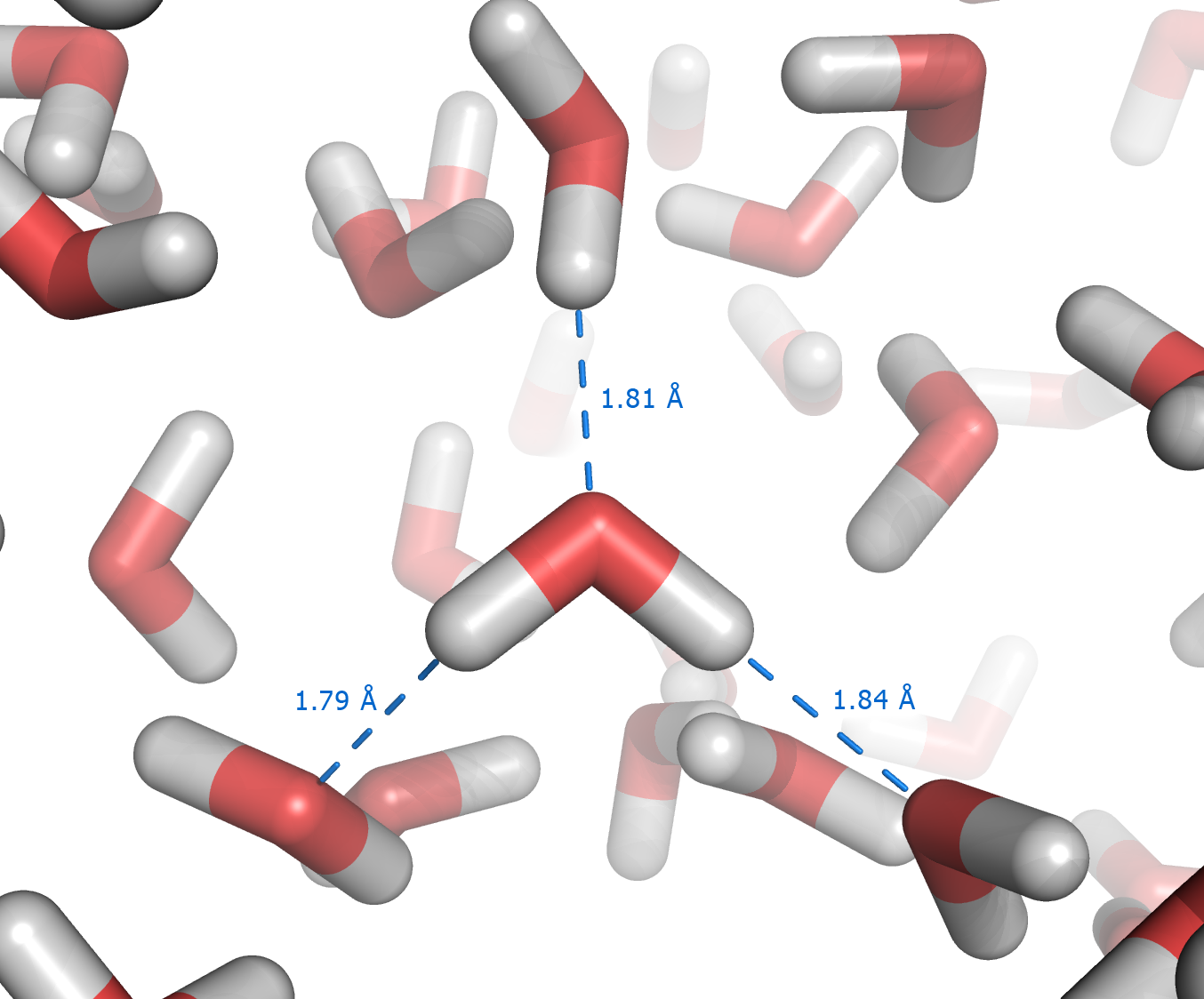
Wiązanie wodorowe obecne w ciekłej wodzie

Wiązanie wodorowe, mostek wodorowy – rodzaj oddziaływania elektrostatycznego między atomem wodoru i atomem elektroujemnym zawierającym wolne pary elektronowe. We wzorach oznaczany jest zazwyczaj linią przerywaną, np. X−H⋯Y−Z, gdzie X jest donorem wiązania wodorowego, a Y jego akceptorem.
Klasyczne wiązanie wodorowe powstaje, gdy atom wodoru jest połączony wiązaniem kowalencyjnym z innym atomem o dużej elektroujemności (np. tlenem) i w ten sposób uzyskuje nadmiar ładunku dodatniego. W wyniku tego oddziaływania pierwotne, kowalencyjne wiązanie między wodorem a innym atomem ulega częściowemu osłabieniu, powstaje zaś nowe, stosunkowo słabe wiązanie między wodorem i innym atomem (akceptorem wiązania wodorowego). Nie można wytłumaczyć natury tego wiązania wyłącznie za pomocą elektrostatyki, ponieważ oprócz przyciągania elektrostatycznego zachodzi przeniesienie ładunku z akceptora na atom wodoru i związane z nim atomy, a także polaryzacja chmury elektronowej zarówno akceptora, jak i donora wiązania wodorowego.
Donorami protonu w wiązaniach wodorowych mogą być między innymi grupy: hydroksylowa (−OH), aminowa (−NH
x), ewentualnie tiolowa (−SH), halogenowodór (XH), a niekiedy nawet ugrupowanie (−CH
x). Natomiast akceptorami protonu mogą być wszystkie atomy silnie elektroujemne, między innymi fluor, azot, tlen, w mniejszym stopniu siarka i pozostałe chlorowce, a także układy π-elektronowe występujące w nienasyconych związkach organicznych. Wiązania wodorowe z układami π-elektronowymi przypominają kształtem wiązania metal-węgiel w π kompleksach, lecz ich natura jest zupełnie inna, ponieważ wodór nie ma elektronów na orbitalach d, zaś oddziaływanie metal-układ π-elektronowy jest kowalencyjne.
Wiązania wodorowe występują powszechnie w naturze. W czystej wodzie cząsteczki tworzą „paczki”, składające się w temperaturze 4 °C ze średnio siedmiu cząsteczek powiązanych tymi wiązaniami. Dzięki istnieniu wiązań wodorowych możliwe jest tworzenie się struktur przestrzennych białek, kwasów nukleinowych i wielu innych złożonych tworów o dużym znaczeniu biologicznym. Badaniem takich struktur, opartych zwykle właśnie na wiązaniach wodorowych, zajmuje się chemia supramolekularna.
Odkrycia wiązania wodorowego nie można przypisać jednemu badaczowi. Pierwsze artykuły, w których postulowano istnienie wiązania wodorowego, zaczęły pojawiać się w początkach XX wieku, głównie w literaturze niemieckiej i angielskiej. Początkowo jednak istnienie tego wiązania nie było powszechnie uznanym poglądem. Dopiero po roku 1920 stworzono solidne podstawy teoretyczne i podjęto szczegółowe badania nad tym zagadnieniem. Pionierami w badaniach wiązania wodorowego byli Wendell Latimer, Worth Rodebush, Maurice L. Huggins oraz Linus Pauling. Pod koniec lat 30. XX w. koncepcja wiązania wodorowego została powszechnie zaakceptowana.

## Podział wiązań wodorowych

Przykłady słabych i silnych wiązań wodorowych

1. Słabe i mocne wiązania wodorowe. Jakkolwiek wszystkie wiązania wodorowe są znacznie słabsze od wiązań kowalencyjnych dzieli się je na słabe, silne i bardzo silne. Granica między słabszymi i silniejszymi wiązaniami wodorowymi jest umowna. Na ogół przyjmuje się, że silnie wiązanie wodorowe to takie, które ma energię powyżej 4 kcal/mol, zaś pozostałe są słabe. Najsilniejsze znane wiązania wodorowe mają energię zbliżoną do słabszych wiązań kowalencyjnych – rzędu 40 kcal/mol. Bardzo silne wiązania wodorowe tworzą się pomiędzy niezwykle aktywnymi donorami i akceptorami protonu.
Drugim kryterium siły wiązania wodorowego jest jego długość. Klasyczne, silne wiązanie wodorowe ma długość ok. 1,5 Å, słabsze mogą mieć długość nawet do 3,0 Å. Słabe wiązania wodorowe są bardzo trudne do bezpośredniego wykrycia i dlatego dowody na jego istnienie mają zwykle charakter pośredni i czasami kontrowersyjny. Słabe wiązania wodorowe są współcześnie intensywnie badane, głównie ze względu na ich znaczenie biologiczne[2].
2. Konwencjonalne i niekonwencjonalne wiązania wodorowe
3. Dwucentrowe (liniowe), trzycentrowe (dwuakceptorowe) i czterocentrowe wiązania wodorowe, zwane również chelatowymi – podział związany ze strukturą wiązań wodorowych[3].
4. Wewnątrzcząsteczkowe i międzycząsteczkowe wiązania wodorowe. Międzycząsteczkowe wiązania wodorowe występują np. między cząsteczkami wody lub kwasów karboksylowych, wewnątrzcząsteczkowe wiązania wodorowe występują głównie w biomolekułach (białkach, DNA i innych).

Międzycząsteczkowe wiązanie wodorowe w kwasach karboksylowych
Wewnątrzcząsteczkowe wiązanie wodorowe w dwuniciowej cząsteczce DNA

## Biologiczne znaczenie wiązań wodorowych

Wiązania wodorowe (linie przerywane) pomiędzy łańcuchami celulozy

W biologii wiązanie wodorowe pełni zasadniczą rolę, ponieważ wartość jego energii jest pośrednia pomiędzy oddziaływaniem van der Waalsa a wiązaniem kowalencyjnym. Wiązania wodorowe mogą stosunkowo szybko powstawać i zanikać, co ma szczególne znaczenie w reakcjach biochemicznych, które zachodzą zwykle w temperaturze pokojowej.
Przykładem znaczenia wiązań wodorowych jest ich wpływ na budowę cząsteczki DNA, główny nośnik informacji genetycznej wszystkich organizmów żywych. Składa się ona z dwóch łańcuchów nukleotydowych, które są skręcone jeden dookoła drugiego, tworząc podwójną helisę. Oba łańcuchy są utrzymywane razem przez wiązania wodorowe pomiędzy komplementarnymi parami zasad azotowych.
Inny przykład to białka. Główny łańcuch polipeptydowy białek składa się z jednostek, do których przyłączone są różne podstawniki, charakterystyczne dla 20 różnych istniejących w przyrodzie aminokwasów białkowych. Grupy aminowa i karbonylowa tworzą wewnątrzcząsteczkowe wiązanie wodorowe N−H⋯O=C, które determinuje konformację głównego łańcucha peptydowego odpowiedzialnego za tworzenie helikalnej lub płaskiej struktury.
Również w przypadku polisacharydów wiązania wodorowe pomiędzy grupami hydroksylowymi stabilizują ich strukturę, znacząco wpływając na ich właściwości.

## Energia wiązań wodorowych
Entalpia tworzenia większości wiązań wodorowych, będąca miarą ich siły, mieści się w granicach od 2 do 20 kcal/mol. Energia wiązania wodorowego składa się głównie z trzech składowych: energii przyciągania kulombowskiego, energii polaryzacji i przeniesienia ładunku oraz energii odpychania. Przy znacznych odległościach pomiędzy atomami dominuje energia kulombowskiego przyciągania. Ze zmniejszeniem odległości znaczącą rolę zaczyna odgrywać polaryzacja, a w ślad za nią przeniesienie ładunku oraz dalsze skrócenie odległości między atomami, w wyniku czego następuje odpychanie.
Wypadkowa sił przyciągających i odpychających wyznacza równowagową odległość między atomami w wiązaniu wodorowym. Zasadniczy wkład w obniżenie energii układu wnosi przede wszystkim oddziaływanie elektrostatyczne. W odróżnieniu od tworzenia się wiązań kowalencyjnych, wymagających silnego przesunięcia gęstości elektronowej, tworzące się wiązanie wodorowe nie powoduje znacznych przesunięć gęstości elektronowej, a występujące oddziaływania są bardziej subtelne. Dochodzi do ogólnego przesunięcia gęstości elektronowej z akceptora protonu w kierunku donora protonu w molekule. To z tego właśnie powodu donor protonu jest czasami traktowany jako akceptor elektronów. Przesunięcie gęstości elektronowej nie dotyczy tylko wolnej pary elektronowej uczestniczącej w tworzącym się wiązaniu wodorowym, ale dotyczy całej molekuły.

## Techniki badania wiązań wodorowych
Istnieje wiele metod badawczych pozwalających wykrywać i wnikliwie analizować wiązania wodorowe. Każda z nich ma pewne ograniczenia wynikające z niedoskonałości aparatury bądź związane z trudnościami w interpretacji uzyskanych wyników. Stąd też, najlepszym sposobem analizy wiązań wodorowych jest jednoczesne stosowanie kilku metod, wzajemnie uzupełniających się.
Metody badawcze wiązań wodorowych można podzielić na: spektroskopowe, dyfrakcyjne, termochemiczne i teoretyczne.

### Metody spektroskopowe
- spektroskopia IR
- spektroskopia Ramana
- spektroskopia magnetycznego rezonansu jądrowego
  - NQR (jądrowy rezonans kwadrupolowy)
  - MAS NMR
  - NMR impulsowy (pulsacyjny)
- INS (nieelastyczne rozpraszanie neutronów)
- spektroskopia UV-Vis

### Metody dyfrakcyjne
- rentgenografia strukturalna
- neutronografia

### Metody termochemiczne i fizykochemiczne
- kalorymetria
- pomiar momentów dipolowych
- badania kinetyczne reakcji chemicznych, w których dochodzi do zrywania i powstawania wiązań wodorowych

### Metody teoretyczne
- metody ab initio
- metody półempiryczne
- metody empiryczne